# Poopó
Poopó je bilo drugo največje jezero v Boliviji, ki se je raztezalo okoli 130 kilometrov južno od mesta Oruru. Imelo je površino okoli 1.340 km². 
Jezero je imelo le en večji pritok in sicer reko Desaguadero, ki edina izvira iz jezera Titikaka. Zaradi blatne vode in velikih blatnih površin je bilo znano po velikih kolonijah vodnih ptičev, predvsem plamencev. 17. decembra 2015 je Reuters objavil novico, da je 99.9999 % jezerske površine izginilo zaradi izhlapevanja, le na 0.0001% nekdanje površine pa se je voda ohranila. Med predlaganimi razlogi za izginotje jezera je tudi suša, povzročena s klimatskimi spremembami, obenem pa tudi odvajanje vode za potrebe rudarjenja in kmetovanja.